# Marc Ecko's Getting Up: Contents Under Pressure
Marc Eckō's Getting Up Contents Under Pressure é um jogo feito pela Ecko Unlimited onde o objetivo é sair pelas ruas de uma cidade fictícia chamada New Radius com o objetivo de graffitar as paredes da cidade e derrotar gangues inimigas ou a polícia. É de fácil jogabilidade e conta com muitos modelos de graffitis disponíveis. Devido ao tema do jogo, sofreu sanções de distribuição na Austrália . Ele está disponível para as plataformas PlayStation 2, Microsoft Windows e Xbox.

## História
A história se passa na cidade de New Radius. Essa cidade no jogo tem um sério problema, os muitos grafiteiros que há nela. Quase todos os lugares da cidade estão grafitados, exceto pelo quartel general da CCK ou o quartel general do Vandal Squad.
Trane é um grafiteiro de New Radius que morava com a sua avó Celia. Um dia ele foi até a piscina onde ficava os graffitis de todas as lendas e começou a grafitar lá. Quando Gabe e sua gangue (Vandals of New Radius) apareceram e atacaram Trane. Mas no meio da história ele descobre que seu verdadeiro inimigo é o prefeito Sung, que armou para o seu pai e o matou. Sung fez a campanha de ''Reviver,reconstruir e renovar'', criando assim as tropas antivândalos conhecida como Vandal Squad. Trane quer derrotar o prefeito mostrando que ele não é quem parece ser.
Ele tem um plano de fazer a repórter Caren Light, do canal 5, sempre aparecer na hora em que começa a agir para mostrar ao seu público que o prefeito Sung é corrupto. Com o tempo ele cria sua propria crew de graffiti, a Still Free Crew (SFC).
O Vandal Squad é uma sub-divisão da CCK, e tem como objetivo dominar todos os graffiteiros usando armas mais tecnológicas.

## Personagens
Coltrane ''Trane'' Crowley
É o personagem principal do jogo, morava com a avó Celia e queria se tornar o maior graffiteiro de New Radius. Tudo começa quando ele está no apartamento de sua avó e é atacado por um membro de uma gangue (Vandals of New Radius), e o mata. Após, segue um caminho que leva a piscina das lendas, onde conhece o graffiteiro White Mike. Após uma briga Trane vence White Mike e graffita o graffiti de White Mike por cima escrevendo ''Fat Ass''.  Depois de derrotar alguns membros da Vandals of New Radius, Trane encontra a famosa piscina das lendas e vê que tem um graffiti lá escrito Gabe#33 e começa a graffitar em cima para deixar seu nome mas logo é localizado por Gabe#33 que é líder do VANR, Trane apanha de três homens sendo Gabe (líder da gangue), Spleen (segundo em comando) e Dip (terceiro em comando) a ponto de deixa-lo inconsciente e quanto acorda conhece um homem chamado Decoy que lhe dá uma lata de spray.  Os atos de Trane não são só graffitis normais, mas graffitis que vão desde graffitar um trem (comum na cultura do graffiti) em movimento até o de quebrar letreiros luminosos, com os que ficam no topo de prédios industriais ou comerciais) para formar seu nome de sua gangue. A repórter Caren Light está sempre lá para filmá-lo.
Sung
O prefeito Sung é uma pessoa que faz tudo por dinheiro e para ser eleito matou a concorrência. Criou a campanha de ''Reviver, reconstruir e renovar'' e também a CCK e Vandal Squad. Faz de tudo para derrotar Trane, mas nunca consegue. Sung matou o pai de Trane.
Vandal Squad
São tropas de polícia especialmente criadas para se infiltrar em gangues de grafiteiros para prendê-los. Essas tropas foram criadas pelo prefeito Sung, que no jogo é o prefeito da cidade de New Radius.
Caren Light
É uma famosa repórter canal 5, conhecida em toda New Radius. Está sempre pronta para a ação juntamente com seu camêra-man. Estão sempre prontos para filmar e falar sobre muitos dos atos de Trane.
Still Free Crew
É a crew de graffiti fictícia encontrada no jogo. Seus integrantes são:
- Trane: Personagem principal do jogo, ele está no comando da gangue.
- Gabe: Ele era o líder da gangue que Trane queria se vingar, mas no final os dois se entenderam. Gabe é o segundo em comando da gangue mas depois Gabe trai Trane de novo.
- Tina: Namorada de Gabe, ela é legal e bonita mas acha a maioria das ideias do Gabe muito idiotas.
- White Mike: Trane conheceu White Mike na piscina das lendas. No início eles até disputaram para ver quem colocaria no seu Black Book a pichação de um pichador lendário.
- KRY1: Trane salvou sua vida dos VANR na estação de metro, porem é jovem demais para este estilo de vida.
- Decoy: é uma das lendas de New Radius. No final ele é morto a mando do prefeito Sung , e Trane tenta vingar sua morte.